# RideLondon Classique 2018
6. edycja kobiecego wyścigu kolarskiego RideLondon Classique (poprzednie edycje pod nazwą RideLondon Grand Prix) odbyła się 28 lipca 2018 roku, w Londynie w Wielkiej Brytanii. Zwyciężczynią została Holenderka Kirsten Wild, dla której było to pierwsze zwycięstwo w sezonie, wyprzedzając swoją rodaczkę Marianne Vos oraz Włoszkę Elisę Balsamo.
RideLondon Classique był szesnastym w sezonie wyścigiem cyklu UCI Women’s World Tour, będącym serią najbardziej prestiżowych zawodów kobiecego kolarstwa. Zorganizowany został dzień wcześniej niż wyścig jednodniowy mężczyzn – RideLondon-Surrey Classic.

## Wyniki
| M-ce | Imię i nazwisko     | Kraj              | Drużyna             | Czas       |
| ---- | ------------------- | ----------------- | ------------------- | ---------- |
| 1.   | Kirsten Wild        | Holandia          | Wiggle High5        | 1h 29' 51" |
| 2.   | Marianne Vos        | Holandia          | WaowDeals           | + 0"       |
| 3.   | Elisa Balsamo       | Włochy            | Valcar–PBM          | + 0"       |
| 4.   | Chloe Hosking       | Australia         | Alé–Cipollini       | + 0"       |
| 5.   | Lotta Lepistö       | Finlandia         | Cervélo–Bigla       | + 0"       |
| 6.   | Coryn Rivera        | Stany Zjednoczone | Team Sunweb         | + 0"       |
| 7.   | Jolien D’Hoore      | Belgia            | Mitchelton-Scott    | + 0"       |
| 8.   | Giorgia Bronzini    | Włochy            | Cylance Pro Cycling | + 0"       |
| 9.   | Alice Barnes        | Wielka Brytania   | Canyon–SRAM         | + 0"       |
| 10.  | Amalie Dideriksen   | Dania             | Boels-Dolmans       | + 0"       |
|      |                     |                   |                     |            |
| 32.  | Katarzyna Pawłowska | Polska            | Team Virtu          | + 14"      |
| 85.  | Anna Plichta        | Polska            | Boels Dolmans       | + 1' 41"   |